# Polyrhachis pilosa
Polyrhachis pilosa é uma espécie de formiga do gênero Polyrhachis, pertencente à subfamília Formicinae.